# Deutsche Babcock Middle East
Deutsche Babcock Middle East (FZE) è un'azienda internazionale di servizi, costruzioni incluse, di ingegneria industriale situata negli Emirati Arabi Uniti; è la holding di Babcock Borsig Service in Medio Oriente ed ora parte di Bilfinger Berger Power Services.

## Introduzione
Deutsche Babcock Middle East è un'azienda di engineering services nel Golfo, è situata a Dubai, negli Emirati Arabi Uniti, dove è fra le aziende principali del suo settore. Deutsche Babcock Middle East venne fondata nel 1971 da Babcock Borsig Service ed ha sviluppato nell'area del Golfo un largo portfolio di progetti Costruzioni, Manutenzione, Refurbishment, O&M e Life Cycle Services (estensione del ciclo di vita degli impianti) nelle industrie dell'Energia & dell'Acqua così come nelle industrie Oil & Gas.

### Presenza in Medio Oriente
L'incremento degli affari nel Golfo fu seguito dalla diversificazione geografica e dall'espansione su base locale ed internazionale. La presenza della Deutsche Babcock Middle East nell'area del Golfo Arabo si è dunque diffusa sui principali mercati locali con filiali dirette in quattro diversi Stati della Penisola Araba: Emirati Arabi Uniti, Qatar, Kuwait ed Arabia Saudita.

## Struttura dell'azienda

### Holding Company
Deutsche Babcock Middle East (FZE), Dubai, UAE – Holding company – Gestione di tutte le aziende consociate di Deutsche Babcock Middle East nell'area GCC.

### Aziende consociate
Deutsche Babcock L.L.C., Abu Dhabi, Emirati Arabi Uniti – Azienda che opera negli Emirati Arabi Uniti. Joint venture con Bin Hamoodah Trading & General Services. Questa stessa azienda controlla le agenzie di rappresentanza anche in Oman ed in Bahrein.
Babcock Borsig Service Arabia Ltd., Al Khobar, Arabia Saudita – Azienda che opera in Arabia Saudita.
Babcock Borsig Service Kuwait L.L.C., Shuwaikh Area - Kuwait City, Kuwait – Azienda che opera in Kuwait.
Deutsche Babcock Al Jaber W.L.L., Doha, Qatar – Azienda che opera in Qatar. Joint venture con Al Jaber Group ed International Projects Development Co.

## Storia
Originariamente fondata nel 1971, Deutsche Babcock Middle East trasse vantaggio dalla fase emergente del mercato degli Emirati Arabi Uniti durante gli anni 1970 ed il conseguente boom dei paesi produttori di petrolio. Deutsche Babcock Middle East iniziò come azienda di engineering services, specializzata nell'ingegneria industriale e negli appalti per lavori di ingegneria elettromeccanica.
Da allora Deutsche Babcock Middle East ha avviato un impegno costante in tutta l'area del Golfo. Nel 2003 Deutsche Babcock Middle East ha fondato
con Al Jaber Group Engineering Company in Qatar una joint venture: Deutsche Babcock Al Jaber che segnò una tappa importante e riveste oggi un ruolo chiave nell'espansione dell'azienda. Dal 2005 Deutsche Babcock Middle East è divenuta un'azienda consociata parte del Bilfinger Berger Power Services. 
Nel 2006 la presenza di Deutsche Babcock Middle East si è estesa anche in Arabia Saudita. L'espansione della presenza in diversi Paesi ha spinto anche alla creazione all'interno del Gruppo di un'azienda separata negli Emirati.
Oggi Deutsche Babcock Middle East è fra le principali aziende europee di servizi di ingegneria storicamente presenti nel Golfo Arabo ed il suo management nel 2011 ha attivamente partecipato come conferenziere al World Forum Energy Summit negli Emirati Arabi Uniti.

## Servizi ed attività di affari
Costruzione, Refurbishment, O&M e Servizi per l'estensione del ciclo di vita degli impianti nelle industrie dell'Energia elettrica e dell'Acqua così come nelle industrie Oil & Gas.